# Нове Храпово
Нове Храпово (пол. Nowe Chrapowo, нім. Neu Grape) — село в Польщі, у гміні Белиці Пижицького повіту Західнопоморського воєводства.
Населення — 193 особи (2011).
У 1975-1998 роках село належало до Щецинського воєводства.

## Демографія
Демографічна структура станом на 31 березня 2011 року:
|          | Загалом | Допрацездатний вік | Працездатний вік | Постпрацездатний вік |
| -------- | ------- | ------------------ | ---------------- | -------------------- |
| Чоловіки | 100     | 22                 | 70               | 8                    |
| Жінки    | 93      | 20                 | 49               | 24                   |
| Разом    | 193     | 42                 | 119              | 32                   |